# 24 Ore di Le Mans 2021
La 24 Ore di Le Mans 2021 è stata l'89ª edizione della maratona automobilistica francese, organizzata dall'A.C.O. (Automobile Club de l'Ouest), e ha avuto luogo sul Circuit de la Sarthe. Si tratta inoltre del quarto appuntamento del mondiale endurance 2021. La gara si è tenuta sul circuito francese tra il 21 e il 22 agosto.

## Programma
L'evento torna ad avere un programma più simile a quello classico dopo i vari cambiamenti avvenuti per l'edizione 2020, viene mantenuto il format della hyperpole e viene reintrodotta la giornata di test nel fine settimana precedente alla gara.
| Data                 | Ora locale (CEST)                   | Evento                                                            |
| -------------------- | ----------------------------------- | ----------------------------------------------------------------- |
| Sabato, 14 agosto    |                                     | Verifiche tecniche e amministrative (Scrutineering)               |
| Domenica, 15 agosto  | 10:00-13:00 15:00-20:00             | Test                                                              |
| Mercoledì, 18 agosto | 14:00-17:00 19:00-20:00 22:00-24:00 | Prove libere 1 Qualifiche Prove libere 2                          |
| Giovedì, 19 agosto   | 14:00-17:00 21:00-21:30 22:00-24:00 | Prove libere 3 Hyperpole Prove libere 4                           |
| Sabato, 21 agosto    | 09:30-09:45 16:00                   | Warm-up Partenza della edizione numero 89 della 24 Ore di Le Mans |
| Domenica, 22 agosto  | 16:00                               | Conclusione della edizione numero 89 della 24 Ore di Le Mans      |

## Iscritti

### Ammissioni automatiche
Gli equipaggi che sono ammessi automaticamente alla 24 Ore di Le Mans sono:
| Motivo invitato                                      | LMP2                                     | LMGTE Am                    |
| ---------------------------------------------------- | ---------------------------------------- | --------------------------- |
| 1° nella 24 Ore di Le Mans 2020                      | United Autosports                        | TF Sport                    |
| 1° nella European Le Mans Series 2020 (LMP2 e LMGTE) | United Autosports                        | Proton Competition          |
| 2° nella European Le Mans Series (LMP2 e LMGTE)      | United Autosports                        | Kessel Racing               |
| 1° nella European Le Mans Series (LMP3)              | United Autosports                        |                             |
| Iscrizioni generali dell'IMSA SportsCar Championship | Patrick Kelly                            | Ryan Hardwick               |
| 1° nella Asian Le Mans Series (LMP2 e GT)            | G-Drive Racing                           | Precote Herberth Motorsport |
| 1° nella Asian Le Mans Series (LMP3)                 | United Autosports                        |                             |
| 2° nella Asian Le Mans Series (GT)                   |                                          | GPX Racing                  |
| 3° nella Asian Le Mans Series (GT)                   | Rinaldi Racing                           |                             |
| 4° nella Asian Le Mans Series (GT)                   | Inception Racing with Optimum Motorsport |                             |
| 1° nella Michelin Le Mans Cup (GT3)                  | Iron Lynx                                |                             |

## Partecipanti
Per la prima volta, nel 2021, partecipa alla 24 Ore di Le Mans un equipaggio formato da soli piloti affetti da disabilità (Innovative Car). Di seguito l'elenco dei partecipanti:
| No. | Squadra             | Auto                | Pneumatici | Pilota 1           | Pilota 2          | Pilota 3           |
| --- | ------------------- | ------------------- | ---------- | ------------------ | ----------------- | ------------------ |
| 7   | Toyota Gazoo Racing | Toyota GR010 Hybrid | M          | Mike Conway        | Kamui Kobayashi   | José María López   |
| 8   | Toyota Gazoo Racing | Toyota GR010 Hybrid | M          | Sébastien Buemi    | Brendon Hartley   | Kazuki Nakajima    |
| 36  | Alpine ELF Matmut   | Alpine A480-Gibson  | M          | André Negrão       | Nicolas Lapierre  | Matthieu Vaxivière |
| 708 | Glickenhaus Racing  | Glickenhaus 007 LMH | M          | Luis Felipe Derani | Franck Mailleux   | Olivier Pla        |
| 709 | Glickenhaus Racing  | Glickenhaus 007 LMH | M          | Ryan Briscoe       | Richard Westbrook | Romain Dumas       |

| No. | Squadra                   | Auto                  | Pneumatici | Pilota 1               | Pilota 2            | Pilota 3             |        |
| --- | ------------------------- | --------------------- | ---------- | ---------------------- | ------------------- | -------------------- | ------ |
| 1   | Richard Mille Racing Team | Alpine A470-Gibson    | G          | Tatiana Calderón       | Sophia Flörsch      | Beitske Visser       |        |
| 17  | IDEC Sport                | Oreca 07-Gibson       | G          | Ryan Dalziel           | Dwight Merriman     | Kyle Tilley          | Pro/Am |
| 20  | High Class Racing         | Oreca 07-Gibson       | G          | Dennis Andersen        | Ricky Taylor        | Marco Sørensen       | Pro/Am |
| 21  | DragonSpeed USA           | Oreca 07-Gibson       | G          | Henrik Hedman          | Juan Pablo Montoya  | Ben Hanley           | Pro/Am |
| 22  | United Autosports USA     | Oreca 07-Gibson       | G          | Filipe Albuquerque     | Philip Hanson       | Fabio Scherer        |        |
| 23  | United Autosports         | Oreca 07-Gibson       | G          | Paul di Resta          | Alex Lynn           | Wayne Boyd           |        |
| 24  | PR1 Motorsports Mathiasen | Oreca 07-Gibson       | G          | Patrick Kelly          | Gabriel Aubry       | Simon Trummer        | Pro/Am |
| 25  | G-Drive Racing            | Aurus 01-Gibson       | G          | John Falb              | Roberto Merhi       | Rui Andrade          | Pro/Am |
| 26  | G-Drive Racing            | Aurus 01-Gibson       | G          | Roman Rusinov          | Franco Colapinto    | Nyck de Vries        |        |
| 28  | Jota Sport                | Oreca 07-Gibson       | G          | Sean Gelael            | Stoffel Vandoorne   | Tom Blomqvist        |        |
| 29  | Racing Team Nederland     | Oreca 07-Gibson       | G          | Frits van Eerd         | Giedo van der Garde | Job van Uitert       | Pro/Am |
| 30  | Duqueine Team             | Oreca 07-Gibson       | G          | Tristan Gommendy       | René Binder         | Memo Rojas           |        |
| 31  | Team WRT                  | Oreca 07-Gibson       | G          | Robin Frijns           | Ferdinand Habsburg  | Charles Milesi       |        |
| 32  | United Autosports         | Oreca 07-Gibson       | G          | Nicolas Jamin          | Jonathan Aberdein   | Manuel Maldonado     |        |
| 34  | Inter Europol Competition | Oreca 07-Gibson       | G          | Alex Brundle           | Jakub Śmiechowski   | Renger van der Zande |        |
| 38  | Jota Sport                | Oreca 07-Gibson       | G          | António Félix Da Costa | Anthony Davidson    | Roberto González     |        |
| 39  | SO24-DIROB by Graff       | Oreca 07-Gibson       | G          | Vincent Capillaire     | Arnold Robin        | Maxime Robin         | Pro/Am |
| 41  | Team WRT                  | Oreca 07-Gibson       | G          | Robert Kubica          | Louis Delétraz      | Ye Yifei             |        |
| 44  | ARC Bratislava            | Oreca 07-Gibson       | G          | Miroslav Konôpka       | Oliver Webb         | Matej Konôpka        | Pro/Am |
| 48  | IDEC Sport                | Oreca 07-Gibson       | G          | Patrick Pilet          | Paul-Loup Chatin    | Paul Lafargue        |        |
| 49  | High Class Racing         | Oreca 07-Gibson       | G          | Anders Fjordbach       | Kevin Magnussen     | Jan Magnussen        |        |
| 65  | Panis Racing              | Oreca 07-Gibson       | G          | Julien Canal           | Will Stevens        | James Allen          |        |
| 70  | Realteam RAcing           | Oreca 07-Gibson       | G          | Esteban Garcia         | Loïc Duval          | Norman Nato          | Pro/Am |
| 35  | Racing Team India Eurasia | Ligier JS P217-Gibson | G          | James Winslow          | John Corbett        | Tom Cloet            | Pro/Am |
| 82  | Risi Competizione         | Oreca 07-Gibson       | G          | Oliver Jarvis          | Felipe Nasr         | Ryan Cullen          |        |

| No. | Squadra            | Auto                     | Pneumatici | Pilota 1            | Pilota 2              | Pilota 3            |
| --- | ------------------ | ------------------------ | ---------- | ------------------- | --------------------- | ------------------- |
| 51  | AF Corse           | Ferrari 488 GTE EVO 2020 | M          | James Calado        | Alessandro Pier Guidi | Côme Ledogar        |
| 52  | AF Corse           | Ferrari 488 GTE EVO 2020 | M          | Daniel Serra        | Miguel Molina         | Sam Bird            |
| 63  | Corvette Racing    | Chevrolet Corvette C8-R  | M          | Antonio García      | Jordan Taylor         | Nicky Catsburg      |
| 64  | Corvette Racing    | Chevrolet Corvette C8-R  | M          | Tommy Milner        | Alexander Sims        | Nick Tandy          |
| 72  | HUB AUTO Racing    | Porsche 911 RSR 19       | M          | Dries Vanthoor      | Maxime Martin         | Álvaro Parente      |
| 79  | Weathertech Racing | Porsche 911 RSR 19       | M          | Laurens Vanthoor    | Earl Bamber           | Cooper MacNeil      |
| 91  | Porsche GT Team    | Porsche 911 RSR 19       | M          | Gianmaria Bruni     | Richard Lietz         | Frédéric Makowiecki |
| 92  | Porsche GT Team    | Porsche 911 RSR 19       | M          | Michael Christensen | Kévin Estre           | Neel Jani           |

| No. | Squadra               | Auto                     | Pneumatici | Pilota 1              | Pilota 2                  | Pilota 3            |
| --- | --------------------- | ------------------------ | ---------- | --------------------- | ------------------------- | ------------------- |
| 18  | Absolute Racing       | Porsche 911 RSR 19       | M          | Alessio Picariello    | Andrew Haryanto           | Marco Seefried      |
| 33  | TF Sport              | Aston Martin Vantage AMR | M          | Ben Keating           | Felipe Fraga              | Dylan Pereira       |
| 46  | Team Project 1        | Porsche 911 RSR 19       | M          | Dennis Olsen          | Anders Buchardt           | Robert Foley        |
| 47  | Cetilar Racing        | Ferrari 488 GTE EVO 2020 | M          | Antonio Fuoco         | Roberto Lacorte           | Giorgio Sernagiotto |
| 54  | AF Corse              | Ferrari 488 GTE EVO 2020 | M          | Francesco Castellacci | Giancarlo Fisichella      | Thomas Flohr        |
| 55  | Spirit of Race        | Ferrari 488 GTE EVO 2020 | M          | Duncan Cameron        | Matt Griffin              | David Perel         |
| 56  | Team Project 1        | Porsche 911 RSR 19       | M          | Matteo Cairoli        | Egidio Perfetti           | Riccardo Pera       |
| 57  | Kessel Racing         | Ferrari 488 GTE EVO 2020 | M          | Takeshi Kimura        | Mikkel Jensen             | Scott Andrews       |
| 60  | Iron Lynx             | Ferrari 488 GTE EVO 2020 | M          | Raffaele Gianmaria    | Paolo Ruberti             | Claudio Schiavoni   |
| 66  | JMW Motorsport        | Ferrari 488 GTE EVO 2020 | M          | Thomas Neubauer       | Rodrigo Sales             | Jody Fannin         |
| 69  | Herberth Motorsport   | Porsche 911 RSR 19       | M          | Robert Renauer        | Ralph Bohn                | Rolf Ineichen       |
| 71  | Inception Racing      | Ferrari 488 GTE EVO 2020 | M          | Brendan Iribe         | Ollie Millroy             | Ben Barnicoat       |
| 77  | Dempsey-Proton Racing | Porsche 911 RSR 19       | M          | Matt Campbell         | Jaxon Evans               | Christian Ried      |
| 80  | Iron Lynx             | Ferrari 488 GTE EVO 2020 | M          | Callum Ilott          | Matteo Cressoni           | Rino Mastronardi    |
| 83  | AF Corse              | Ferrari 488 GTE EVO 2020 | M          | Alessio Rovera        | Nicklas Nielsen           | François Perrodo    |
| 85  | Iron Lynx             | Ferrari 488 GTE EVO 2020 | M          | Rahel Frey            | Michelle Gatting          | Sarah Bovy          |
| 86  | GR Racing             | Porsche 911 RSR 19       | M          | Michael Wainwright    | Benjamin Barker           | Tom Gamble          |
| 88  | Dempsey-Proton Racing | Porsche 911 RSR 19       | M          | Julien Andlauer       | Dominique Bastienne       | Lance Arnold        |
| 95  | TF Sport              | Aston Martin Vantage AMR | M          | John Hartshorne       | Oliver Hancock            | Ross Gunn           |
| 98  | Aston Martin Racing   | Aston Martin Vantage AMR | M          | Paul Dalla Lana       | Marcos Gomes              | Nicki Thiim         |
| 99  | Proton Competition    | Porsche 911 RSR 19       | M          | Harry Tincknell       | Vutthikorn Inthraphuvasak | Florian Latorre     |
| 388 | Rinaldi Racing        | Ferrari 488 GTE EVO 2020 | M          | Pierre Ehret          | Christian Hook            | Jeroen Bleekemolen  |
| 777 | D'Station Racing      | Aston Martin Vantage AMR | M          | Satoshi Hoshino       | Tomonobu Fuji             | Andrew Watson       |

| No. | Squadra           | Auto            | Pneumatici | Pilota 1    | Pilota 2     | Pilota 3        |
| --- | ----------------- | --------------- | ---------- | ----------- | ------------ | --------------- |
| 84  | Association SRT41 | Oreca 07-Gibson | G          | Takuma Aoki | Nigel Bailly | Matthieu Lahaye |

## Risultati delle Qualifiche
| No. | Squadra               | Categoria | Auto                | Tempo    |
| --- | --------------------- | --------- | ------------------- | -------- |
| 7   | Toyota Gazoo Racing   | Hypercar  | Toyota GR010 Hybrid | 3:26.279 |
| 38  | Jota                  | LMP2      | Oreca 07-Gibson     | 3:28.807 |
| 72  | HubAuto Racing        | LMGTE Pro | Porsche 911 RSR-19  | 3:47:599 |
| 88  | Dempsey-Proton Racing | LMGTE Am  | Porsche 911 RSR-19  | 3:48.620 |

| No. | Squadra               | Categoria | Auto                | Tempo    |
| --- | --------------------- | --------- | ------------------- | -------- |
| 7   | Toyota Gazoo Racing   | Hypercar  | Toyota GR010 Hybrid | 3:23.900 |
| 38  | Jota                  | LMP2      | Oreca 07-Gibson     | 3:27.950 |
| 72  | HubAuto Racing        | LMGTE Pro | Porsche 911 RSR-19  | 3:46.882 |
| 88  | Dempsey-Proton Racing | LMGTE Am  | Porsche 911 RSR-19  | 3:47.987 |

## Risultati di gara
| Pos | Classe        | No. | Team                      | Piloti                                                          | Auto                             | Ruote | Giri | Tempo                                       |
| Pos | Classe        | No. | Team                      | Piloti                                                          | Motore                           | Ruote | Giri | Tempo                                       |
| --- | ------------- | --- | ------------------------- | --------------------------------------------------------------- | -------------------------------- | ----- | ---- | ------------------------------------------- |
| 1   | Hypercar      | 7   | Toyota Gazoo Racing       | Mike Conway Kamui Kobayashi José María López                    | Toyota GR010 Hybrid              | M     | 371  | 24:00:50.768                                |
| 1   | Hypercar      | 7   | Toyota Gazoo Racing       | Mike Conway Kamui Kobayashi José María López                    | Toyota 3.5L V6 Twin-Turbo Hybrid | M     | 371  | 24:00:50.768                                |
| 2   | Hypercar      | 8   | Toyota Gazoo Racing       | Sébastien Buemi Brendon Hartley Kazuki Nakajima                 | Toyota GR010 Hybrid              | M     | 369  | +2 giri                                     |
| 2   | Hypercar      | 8   | Toyota Gazoo Racing       | Sébastien Buemi Brendon Hartley Kazuki Nakajima                 | Toyota 3.5L V6 Twin-Turbo Hybrid | M     | 369  | +2 giri                                     |
| 3   | Hypercar      | 36  | Alpine Elf Matmut         | Nicolas Lapierre André Negrão Matthieu Vaxivière                | Alpine A480                      | M     | 367  | +4 giri                                     |
| 3   | Hypercar      | 36  | Alpine Elf Matmut         | Nicolas Lapierre André Negrão Matthieu Vaxivière                | Gibson GL458 4.5L V8             | M     | 367  | +4 giri                                     |
| 4   | Hypercar      | 708 | Glickenhaus Racing        | Pipo Derani Franck Mailleux Olivier Pla                         | Glickenhaus 007 LMH              | M     | 367  | +4 giri                                     |
| 4   | Hypercar      | 708 | Glickenhaus Racing        | Pipo Derani Franck Mailleux Olivier Pla                         | Glickenhaus 3.5L V8 Turbo        | M     | 367  | +4 giri                                     |
| 5   | Hypercar      | 709 | Glickenhaus Racing        | Ryan Briscoe Romain Dumas Richard Westbrook                     | Glickenhaus 007 LMH              | M     | 364  | +7 giri                                     |
| 5   | Hypercar      | 709 | Glickenhaus Racing        | Ryan Briscoe Romain Dumas Richard Westbrook                     | Glickenhaus 3.5L V8 Turbo        | M     | 364  | +7 giri                                     |
| 6   | LMP2          | 31  | Team WRT                  | Robin Frijns Ferdinand von Habsburg Charles Milesi              | Oreca 07                         | G     | 363  | +8 giri                                     |
| 6   | LMP2          | 31  | Team WRT                  | Robin Frijns Ferdinand von Habsburg Charles Milesi              | Gibson GK428 4.2L V8             | G     | 363  | +8 giri                                     |
| 7   | LMP2          | 28  | Jota                      | Tom Blomqvist Sean Gelael Stoffel Vandoorne                     | Oreca 07                         | G     | 363  | +8 giri                                     |
| 7   | LMP2          | 28  | Jota                      | Tom Blomqvist Sean Gelael Stoffel Vandoorne                     | Gibson GK428 4.2L V8             | G     | 363  | +8 giri                                     |
| 8   | LMP2          | 65  | Panis Racing              | James Allen Julien Canal Will Stevens                           | Oreca 07                         | G     | 362  | +9 giri                                     |
| 8   | LMP2          | 65  | Panis Racing              | James Allen Julien Canal Will Stevens                           | Gibson GK428 4.2L V8             | G     | 362  | +9 giri                                     |
| 9   | LMP2          | 23  | United Autosports         | Wayne Boyd Alex Lynn Paul di Resta                              | Oreca 07                         | G     | 361  | +10 giri                                    |
| 9   | LMP2          | 23  | United Autosports         | Wayne Boyd Alex Lynn Paul di Resta                              | Gibson GK428 4.2L V8             | G     | 361  | +10 giri                                    |
| 10  | LMP2          | 34  | Inter Europol Competition | Alex Brundle Jakub Śmiechowski Renger van der Zande             | Oreca 07                         | G     | 360  | +11 laps                                    |
| 10  | LMP2          | 34  | Inter Europol Competition | Alex Brundle Jakub Śmiechowski Renger van der Zande             | Gibson GK428 4.2L V8             | G     | 360  | +11 laps                                    |
| 11  | LMP2          | 48  | IDEC Sport                | Paul-Loup Chatin Paul Lafargue Patrick Pilet                    | Oreca 07                         | G     | 359  | +12 giri                                    |
| 11  | LMP2          | 48  | IDEC Sport                | Paul-Loup Chatin Paul Lafargue Patrick Pilet                    | Gibson GK428 4.2L V8             | G     | 359  | +12 giri                                    |
| 12  | LMP2          | 26  | G-Drive Racing            | Franco Colapinto Roman Rusinov Nyck de Vries                    | Aurus 01                         | G     | 358  | +13 giri                                    |
| 12  | LMP2          | 26  | G-Drive Racing            | Franco Colapinto Roman Rusinov Nyck de Vries                    | Gibson GK428 4.2L V8             | G     | 358  | +13 giri                                    |
| 13  | LMP2          | 38  | Jota                      | António Félix da Costa Anthony Davidson Roberto González Valdés | Oreca 07                         | G     | 358  | +13 giri                                    |
| 13  | LMP2          | 38  | Jota                      | António Félix da Costa Anthony Davidson Roberto González Valdés | Gibson GK428 4.2L V8             | G     | 358  | +13 giri                                    |
| 14  | LMP2          | 30  | Duqueine Team             | René Binder Tristan Gommendy Memo Rojas                         | Oreca 07                         | G     | 357  | +14 giri                                    |
| 14  | LMP2          | 30  | Duqueine Team             | René Binder Tristan Gommendy Memo Rojas                         | Gibson GK428 4.2L V8             | G     | 357  | +14 giri                                    |
| 15  | LMP2 (Pro-Am) | 21  | DragonSpeed USA           | Henrik Hedman Ben Hanley Juan Pablo Montoya                     | Oreca 07                         | G     | 356  | +15 giri                                    |
| 15  | LMP2 (Pro-Am) | 21  | DragonSpeed USA           | Henrik Hedman Ben Hanley Juan Pablo Montoya                     | Gibson GK428 4.2L V8             | G     | 356  | +15 giri                                    |
| 16  | LMP2 (Pro-Am) | 29  | Racing Team Nederland     | Frits van Eerd Giedo van der Garde Job van Uitert               | Oreca 07                         | G     | 356  | +15 giri                                    |
| 16  | LMP2 (Pro-Am) | 29  | Racing Team Nederland     | Frits van Eerd Giedo van der Garde Job van Uitert               | Gibson GK428 4.2L V8             | G     | 356  | +15 giri                                    |
| 17  | LMP2 (Pro-Am) | 70  | Realteam Racing           | Loïc Duval Esteban Garcia Norman Nato                           | Oreca 07                         | G     | 356  | +15 giri                                    |
| 17  | LMP2 (Pro-Am) | 70  | Realteam Racing           | Loïc Duval Esteban Garcia Norman Nato                           | Gibson GK428 4.2L V8             | G     | 356  | +15 giri                                    |
| 18  | LMP2 (Pro-Am) | 20  | High Class Racing         | Dennis Andersen Marco Sørensen Ricky Taylor                     | Oreca 07                         | G     | 353  | +18 giri                                    |
| 18  | LMP2 (Pro-Am) | 20  | High Class Racing         | Dennis Andersen Marco Sørensen Ricky Taylor                     | Gibson GK428 4.2L V8             | G     | 353  | +18 giri                                    |
| 19  | LMP2 (Pro-Am) | 39  | SO24-DIROB by Graff       | Vincent Capillaire Arnold Robin Maxime Robin                    | Oreca 07                         | G     | 352  | +19 giri                                    |
| 19  | LMP2 (Pro-Am) | 39  | SO24-DIROB by Graff       | Vincent Capillaire Arnold Robin Maxime Robin                    | Gibson GK428 4.2L V8             | G     | 352  | +19 giri                                    |
| 20  | GTE Pro       | 51  | AF Corse                  | James Calado Alessandro Pier Guidi Côme Ledogar                 | Ferrari 488 GTE Evo              | M     | 345  | +26 giri                                    |
| 20  | GTE Pro       | 51  | AF Corse                  | James Calado Alessandro Pier Guidi Côme Ledogar                 | Ferrari F154CB 3.9L V8 Turbo     | M     | 345  | +26 giri                                    |
| 21  | GTE Pro       | 63  | Corvette Racing           | Nicky Catsburg Antonio García Jordan Taylor                     | Chevrolet Corvette C8.R          | M     | 345  | +26 giri                                    |
| 21  | GTE Pro       | 63  | Corvette Racing           | Nicky Catsburg Antonio García Jordan Taylor                     | Chevrolet LT5.5 5.5L V8          | M     | 345  | +26 giri                                    |
| 22  | GTE Pro       | 92  | Porsche GT Team           | Michael Christensen Kévin Estre Neel Jani                       | Porsche 911 RSR-19               | M     | 344  | +27 giri                                    |
| 22  | GTE Pro       | 92  | Porsche GT Team           | Michael Christensen Kévin Estre Neel Jani                       | Porsche 4.2L Flat-6              | M     | 344  | +27 giri                                    |
| 23  | GTE Pro       | 91  | Porsche GT Team           | Gianmaria Bruni Richard Lietz Frédéric Makowiecki               | Porsche 911 RSR-19               | M     | 343  | +28 giri                                    |
| 23  | GTE Pro       | 91  | Porsche GT Team           | Gianmaria Bruni Richard Lietz Frédéric Makowiecki               | Porsche 4.2L Flat-6              | M     | 343  | +28 giri                                    |
| 24  | LMP2 (Pro-Am) | 44  | ARC Bratislava            | Matej Konôpka Miro Konôpka Oliver Webb                          | Oreca 07                         | G     | 342  | +29 giri                                    |
| 24  | LMP2 (Pro-Am) | 44  | ARC Bratislava            | Matej Konôpka Miro Konôpka Oliver Webb                          | Gibson GK428 4.2L V8             | G     | 342  | +29 giri                                    |
| 25  | GTE Am        | 83  | AF Corse                  | Nicklas Nielsen François Perrodo Alessio Rovera                 | Ferrari 488 GTE Evo              | M     | 340  | +31 giri                                    |
| 25  | GTE Am        | 83  | AF Corse                  | Nicklas Nielsen François Perrodo Alessio Rovera                 | Ferrari F154CB 3.9L V8 Turbo     | M     | 340  | +31 giri                                    |
| 26  | GTE Am        | 33  | TF Sport                  | Felipe Fraga Ben Keating Dylan Pereira                          | Aston Martin Vantage AMR         | M     | 339  | +32 giri                                    |
| 26  | GTE Am        | 33  | TF Sport                  | Felipe Fraga Ben Keating Dylan Pereira                          | Aston Martin 4.0L V8 Turbo       | M     | 339  | +32 giri                                    |
| 27  | GTE Am        | 80  | Iron Lynx                 | Matteo Cressoni Callum Ilott Rino Mastronardi                   | Ferrari 488 GTE Evo              | M     | 338  | +33 giri                                    |
| 27  | GTE Am        | 80  | Iron Lynx                 | Matteo Cressoni Callum Ilott Rino Mastronardi                   | Ferrari F154CB 3.9L V8 Turbo     | M     | 338  | +33 giri                                    |
| 28  | LMP2 (Pro-Am) | 74  | Racing Team India Eurasia | Tom Cloet John Corbett James Winslow                            | Ligier JS P217                   | G     | 338  | +33 giri                                    |
| 28  | LMP2 (Pro-Am) | 74  | Racing Team India Eurasia | Tom Cloet John Corbett James Winslow                            | Gibson GK428 4.2L V8             | G     | 338  | +33 giri                                    |
| 29  | LMP2          | 49  | High Class Racing         | Anders Fjordbach Jan Magnussen Kevin Magnussen                  | Oreca 07                         | G     | 336  | +35 giri                                    |
| 29  | LMP2          | 49  | High Class Racing         | Anders Fjordbach Jan Magnussen Kevin Magnussen                  | Gibson GK428 4.2L V8             | G     | 336  | +35 giri                                    |
| 30  | GTE Am        | 60  | Iron Lynx                 | Raffaele Giammaria Paolo Ruberti Claudio Schiavoni              | Ferrari 488 GTE Evo              | M     | 335  | +36 giri                                    |
| 30  | GTE Am        | 60  | Iron Lynx                 | Raffaele Giammaria Paolo Ruberti Claudio Schiavoni              | Ferrari F154CB 3.9L V8 Turbo     | M     | 335  | +36 giri                                    |
| 31  | GTE Am        | 77  | Dempsey-Proton Racing     | Matt Campbell Jaxon Evans Christian Ried                        | Porsche 911 RSR-19               | M     | 335  | +36 giri                                    |
| 31  | GTE Am        | 77  | Dempsey-Proton Racing     | Matt Campbell Jaxon Evans Christian Ried                        | Porsche 4.2L Flat-6              | M     | 335  | +36 giri                                    |
| 32  | Innovative    | 84  | Association SRT41         | Takuma Aoki Nigel Bailly Matthieu Lahaye                        | Oreca 07                         | G     | 334  | +37 giri                                    |
| 32  | Innovative    | 84  | Association SRT41         | Takuma Aoki Nigel Bailly Matthieu Lahaye                        | Gibson GK428 4.2L V8             | G     | 334  | +37 giri                                    |
| 33  | GTE Am        | 777 | D'station Racing          | Tomonobu Fujii Satoshi Hoshino Andrew Watson                    | Aston Martin Vantage AMR         | M     | 333  | +38 giri                                    |
| 33  | GTE Am        | 777 | D'station Racing          | Tomonobu Fujii Satoshi Hoshino Andrew Watson                    | Aston Martin 4.0L V8 Turbo       | M     | 333  | +38 giri                                    |
| 34  | GTE Am        | 18  | Absolute Racing           | Andrew Haryanto Alessio Picariello Marco Seefried               | Porsche 911 RSR-19               | M     | 332  | +39 giri                                    |
| 34  | GTE Am        | 18  | Absolute Racing           | Andrew Haryanto Alessio Picariello Marco Seefried               | Porsche 4.2L Flat-6              | M     | 332  | +39 giri                                    |
| 35  | GTE Am        | 95  | TF Sport                  | Ross Gunn Oliver Hancock John Hartshorne                        | Aston Martin Vantage AMR         | M     | 332  | +39 giri                                    |
| 35  | GTE Am        | 95  | TF Sport                  | Ross Gunn Oliver Hancock John Hartshorne                        | Aston Martin 4.0L V8 Turbo       | M     | 332  | +39 giri                                    |
| 36  | GTE Am        | 85  | Iron Lynx                 | Sarah Bovy Rahel Frey Michelle Gatting                          | Ferrari 488 GTE Evo              | M     | 332  | +39 giri                                    |
| 36  | GTE Am        | 85  | Iron Lynx                 | Sarah Bovy Rahel Frey Michelle Gatting                          | Ferrari F154CB 3.9L V8 Turbo     | M     | 332  | +39 giri                                    |
| 37  | GTE Pro       | 52  | AF Corse                  | Sam Bird Miguel Molina Daniel Serra                             | Ferrari 488 GTE Evo              | M     | 331  | +40 giri                                    |
| 37  | GTE Pro       | 52  | AF Corse                  | Sam Bird Miguel Molina Daniel Serra                             | Ferrari F154CB 3.9L V8 Turbo     | M     | 331  | +40 giri                                    |
| 38  | GTE Am        | 69  | Herberth Motorsport       | Ralf Bohn Rolf Ineichen Robert Renauer                          | Porsche 911 RSR-19               | M     | 330  | +41 giri                                    |
| 38  | GTE Am        | 69  | Herberth Motorsport       | Ralf Bohn Rolf Ineichen Robert Renauer                          | Porsche 4.2L Flat-6              | M     | 330  | +41 giri                                    |
| 39  | GTE Am        | 54  | AF Corse                  | Francesco Castellacci Giancarlo Fisichella Thomas Flohr         | Ferrari 488 GTE Evo              | M     | 329  | +42 giri                                    |
| 39  | GTE Am        | 54  | AF Corse                  | Francesco Castellacci Giancarlo Fisichella Thomas Flohr         | Ferrari F154CB 3.9L V8 Turbo     | M     | 329  | +42 giri                                    |
| 40  | LMP2          | 22  | United Autosports USA     | Filipe Albuquerque Philip Hanson Fabio Scherer                  | Oreca 07                         | G     | 328  | +43 giri                                    |
| 40  | LMP2          | 22  | United Autosports USA     | Filipe Albuquerque Philip Hanson Fabio Scherer                  | Gibson GK428 4.2L V8             | G     | 328  | +43 giri                                    |
| 41  | GTE Am        | 71  | Inception Racing          | Ben Barnicoat Brendan Iribe Ollie Millroy                       | Ferrari 488 GTE Evo              | M     | 327  | +44 giri                                    |
| 41  | GTE Am        | 71  | Inception Racing          | Ben Barnicoat Brendan Iribe Ollie Millroy                       | Ferrari F154CB 3.9L V8 Turbo     | M     | 327  | +44 giri                                    |
| 42  | GTE Am        | 88  | Dempsey-Proton Racing     | Julien Andlauer Lance David Arnold Dominique Bastien            | Porsche 911 RSR-19               | M     | 327  | +44 giri                                    |
| 42  | GTE Am        | 88  | Dempsey-Proton Racing     | Julien Andlauer Lance David Arnold Dominique Bastien            | Porsche 4.2L Flat-6              | M     | 327  | +44 giri                                    |
| 43  | GTE Am        | 86  | GR Racing                 | Ben Barker Tom Gamble Michael Wainwright                        | Porsche 911 RSR-19               | M     | 322  | +49 giri                                    |
| 43  | GTE Am        | 86  | GR Racing                 | Ben Barker Tom Gamble Michael Wainwright                        | Porsche 4.2L Flat-6              | M     | 322  | +49 giri                                    |
| 44  | GTE Pro       | 64  | Corvette Racing           | Tommy Milner Alexander Sims Nick Tandy                          | Chevrolet Corvette C8.R          | M     | 313  | +58 giri                                    |
| 44  | GTE Pro       | 64  | Corvette Racing           | Tommy Milner Alexander Sims Nick Tandy                          | Chevrolet LT5.5 5.5L V8          | M     | 313  | +58 giri                                    |
| NC  | LMP2          | 41  | Team WRT                  | Louis Delétraz Robert Kubica Yifei Ye                           | Oreca 07                         | G     | 362  | Giro finale incompleto (sensore del cambio) |
| NC  | LMP2          | 41  | Team WRT                  | Louis Delétraz Robert Kubica Yifei Ye                           | Gibson GK428 4.2L V8             | G     | 362  | Giro finale incompleto (sensore del cambio) |
| DNF | LMP2          | 82  | Risi Competizione         | Ryan Cullen Oliver Jarvis Felipe Nasr                           | Oreca 07                         | G     | 275  | Engine                                      |
| DNF | LMP2          | 82  | Risi Competizione         | Ryan Cullen Oliver Jarvis Felipe Nasr                           | Gibson GK428 4.2L V8             | G     | 275  | Engine                                      |
| DNF | GTE Am        | 388 | Rinaldi Racing            | Jeroen Bleekemolen Pierre Ehret Christian Hook                  | Ferrari 488 GTE Evo              | M     | 271  | Ritirato                                    |
| DNF | GTE Am        | 388 | Rinaldi Racing            | Jeroen Bleekemolen Pierre Ehret Christian Hook                  | Ferrari F154CB 3.9L V8 Turbo     | M     | 271  | Ritirato                                    |
| DNF | LMP2 (Pro-Am) | 24  | PR1 Motorsports Mathiasen | Gabriel Aubry Patrick Kelly Simon Trummer                       | Oreca 07                         | G     | 261  | Ritirato                                    |
| DNF | LMP2 (Pro-Am) | 24  | PR1 Motorsports Mathiasen | Gabriel Aubry Patrick Kelly Simon Trummer                       | Gibson GK428 4.2L V8             | G     | 261  | Ritirato                                    |
| DNF | GTE Pro       | 72  | HubAuto Racing            | Maxime Martin Álvaro Parente Dries Vanthoor                     | Porsche 911 RSR-19               | M     | 227  | Ritirato                                    |
| DNF | GTE Pro       | 72  | HubAuto Racing            | Maxime Martin Álvaro Parente Dries Vanthoor                     | Porsche 4.2L Flat-6              | M     | 227  | Ritirato                                    |
| DNF | GTE Pro       | 79  | WeatherTech Racing        | Earl Bamber Cooper MacNeil Laurens Vanthoor                     | Porsche 911 RSR-19               | M     | 139  | Incidente                                   |
| DNF | GTE Pro       | 79  | WeatherTech Racing        | Earl Bamber Cooper MacNeil Laurens Vanthoor                     | Porsche 4.2L Flat-6              | M     | 139  | Incidente                                   |
| DNF | GTE Am        | 46  | Team Project 1            | Anders Buchardt Robby Foley Dennis Olsen                        | Porsche 911 RSR-19               | M     | 138  | Sospensione rotta                           |
| DNF | GTE Am        | 46  | Team Project 1            | Anders Buchardt Robby Foley Dennis Olsen                        | Porsche 4.2L Flat-6              | M     | 138  | Sospensione rotta                           |
| DNF | GTE Am        | 57  | Kessel Racing             | Scott Andrews Mikkel Jensen Takeshi Kimura                      | Ferrari 488 GTE Evo              | M     | 128  | Ritirato                                    |
| DNF | GTE Am        | 57  | Kessel Racing             | Scott Andrews Mikkel Jensen Takeshi Kimura                      | Ferrari F154CB 3.9L V8 Turbo     | M     | 128  | Ritirato                                    |
| DNF | GTE Am        | 66  | JMW Motorsport            | Jody Fannin Thomas Neubauer Rodrigo Sales                       | Ferrari 488 GTE Evo              | M     | 117  | Ritirato                                    |
| DNF | GTE Am        | 66  | JMW Motorsport            | Jody Fannin Thomas Neubauer Rodrigo Sales                       | Ferrari F154CB 3.9L V8 Turbo     | M     | 117  | Ritirato                                    |
| DNF | GTE Am        | 55  | Spirit of Race            | Duncan Cameron Matthew Griffin David Perel                      | Ferrari 488 GTE Evo              | M     | 109  | Incidente                                   |
| DNF | GTE Am        | 55  | Spirit of Race            | Duncan Cameron Matthew Griffin David Perel                      | Ferrari F154CB 3.9L V8 Turbo     | M     | 109  | Incidente                                   |
| DNF | LMP2 (Pro-Am) | 25  | G-Drive Racing            | Rui Andrade John Falb Roberto Merhi                             | Aurus 01                         | G     | 108  | Incidente                                   |
| DNF | LMP2 (Pro-Am) | 25  | G-Drive Racing            | Rui Andrade John Falb Roberto Merhi                             | Gibson GK428 4.2L V8             | G     | 108  | Incidente                                   |
| DNF | GTE Am        | 47  | Cetilar Racing            | Antonio Fuoco Roberto Lacorte Giorgio Sernagiotto               | Ferrari 488 GTE Evo              | M     | 90   | Incidente                                   |
| DNF | GTE Am        | 47  | Cetilar Racing            | Antonio Fuoco Roberto Lacorte Giorgio Sernagiotto               | Ferrari F154CB 3.9L V8 Turbo     | M     | 90   | Incidente                                   |
| DNF | GTE Am        | 56  | Team Project 1            | Matteo Cairoli Riccardo Pera Egidio Perfetti                    | Porsche 911 RSR-19               | M     | 84   | Incidente                                   |
| DNF | GTE Am        | 56  | Team Project 1            | Matteo Cairoli Riccardo Pera Egidio Perfetti                    | Porsche 4.2L Flat-6              | M     | 84   | Incidente                                   |
| DNF | LMP2          | 32  | United Autosports         | Jonathan Aberdein Nico Jamin Manuel Maldonado                   | Oreca 07                         | G     | 75   | Collisione                                  |
| DNF | LMP2          | 32  | United Autosports         | Jonathan Aberdein Nico Jamin Manuel Maldonado                   | Gibson GK428 4.2L V8             | G     | 75   | Collisione                                  |
| DNF | LMP2          | 1   | Richard Mille Racing Team | Tatiana Calderón Sophia Flörsch Beitske Visser                  | Oreca 07                         | G     | 74   | Collisione                                  |
| DNF | LMP2          | 1   | Richard Mille Racing Team | Tatiana Calderón Sophia Flörsch Beitske Visser                  | Gibson GK428 4.2L V8             | G     | 74   | Collisione                                  |
| DNF | GTE Am        | 99  | Proton Competition        | Vutthikorn Inthraphuvasak Florian Latorre Harry Tincknell       | Porsche 911 RSR-19               | M     | 66   | Ritirato                                    |
| DNF | GTE Am        | 99  | Proton Competition        | Vutthikorn Inthraphuvasak Florian Latorre Harry Tincknell       | Porsche 4.2L Flat-6              | M     | 66   | Ritirato                                    |
| DNF | GTE Am        | 98  | Aston Martin Racing       | Marcos Gomes Paul Dalla Lana Nicki Thiim                        | Aston Martin Vantage AMR         | M     | 45   | Incidente                                   |
| DNF | GTE Am        | 98  | Aston Martin Racing       | Marcos Gomes Paul Dalla Lana Nicki Thiim                        | Aston Martin 4.0L V8 Turbo       | M     | 45   | Incidente                                   |
| WD  | LMP2 (Pro-Am) | 17  | IDEC Sport                | Ryan Dalziel Thomas Laurent Dwight Merriman                     | Oreca 07                         | G     | 0    | Ritirato                                    |
| WD  | LMP2 (Pro-Am) | 17  | IDEC Sport                | Ryan Dalziel Thomas Laurent Dwight Merriman                     | Gibson GK428 4.2L V8             | G     | 0    | Ritirato                                    |